# Leonardo Balada
Leonardo Balada i Ibañez (Sant Just Desvern, 22 september 1933) is een Catalaans-Amerikaanse componist, muziekpedagoog, dirigent en pianist.

## Levensloop
Balada studeerde muziektheorie en piano aan het Conservatorio Superior de Música del Liceo in Barcelona. In 1956 emigreerde hij naar de Verenigde Staten en zette zijn studies aan de Juilliard School of Music in New York voort, waar hij in 1960 afstudeerde. Hij studeerde compositie bij Vincent Persichetti, Alexandre Tansman, Aaron Copland en orkestdirectie bij Igor Markevitch.
In 1970 werd hij docent compositieleer aan de Carnegie Mellon University in Pittsburgh. In 1981 werd Balada genaturaliseerd tot Amerikaans staatsburger. 
Hij deelt zijn oeuvre in drie periodes in. De eerste periode, vanaf het begin van de jaren zestig, omvat rond twaalf werken. In zijn Celloconcert nr. 1 (1962) en zijn Pianoconcert nr. 1 (1964) uit deze periode zijn nog neoklassieke stijlelementen herkenbaar. De tweede periode begint in 1966 met Geometrias nr. 1. Balada schreef meer progressief en hij concentreerde zich meer op "lijnen en structuur" van het werk. Zijn Steel Symphony (Sinfonía del acero) (1972) was een groot succes. In 1975 begint de derde periode met zijn Homage to Sarasate en Homentage a Casals. Balada zette de lijnen en structuur vanuit de tweede periode voort, maar herintroduceerde melodische ideeën.
Hij schreef werken voor muziektheater (opera's, balletten, toneelmuziek), voor orkest, harmonieorkest, en schreef voorts vocale muziek (cantates, koorwerken en liederen) en kamermuziek. Verder schreef hij de muziek voor Chaos and Creation (1960), een film van Salvador Dali waarin deze op satirische wijze de opvattingen van Piet Mondriaan bekritiseert. Met zijn opera's Cristóbal Colón (1986; over Christoffel Columbus) en La muerte de Colón (1993) vierde hij grote successen en zijn werken werden vaak opgenomen op cd.

## Composities

### Werken voor orkest

#### Symfonieën
- 1968 - Sinfonía en Negro - Homenaje a Martin Luther King (Symfonie nr. 1)
- 1971-1972 - Cumbres (Symfonie nr. 2) - zie werken voor harmonieorkest
- 1972 - Steel symphony (Sinfonía del acero)
- 1992 - Symfonie nr. 4 "Lausanne"
- 2003 - Symfonie nr. 5 "Americana"
- 2005 - Symfonie nr. 6 "Sinfonía de las Penas"

#### Concerten voor instrumenten en orkest
- 1962 - Concert, voor cello en negen instrumenten (dwarsfluit (ook picollo), hobo (ook althobo), klarinet (ook basklarinet), fagot, hoorn, 2 trompetten, trombone en slagwerk)
- 1964 - Concert, voor piano en orkest
- 1965 - Concert nr. 1, voor gitaar en orkest
- 1970 - Bandoneon concert, voor bandoneon en orkest
- 1972 - Persistèncias, Sinfonía concertante, voor gitaar en orkest
- 1976 - Concert voor vier gitaren en orkest
- 1977 - Tres Anècdotes, concert voor castagnetten en orkest
- 1982 - Vioolconcert, voor viool en orkest
- 1993 - Musica "Lamento en el Seno de la Tierra", voor hobo en orkest
- 1994 - Amanecer, ochtendmuziek voor dwarsfluit en orkest
- 1997 - Concierto mágico, voor gitaar en orkest
- 1999-2000 - Concert nr. 3, voor piano en orkest
- 2000 - Música per a flauta i orquestra, voor dwarsfluit en orkest
- 2001 - Concert nr. 2 "New Orleans", voor cello en orkest
  1. Lament
  2. Swinging
- 2003 - Caprichos nr. 1 "Homage to Federico García Lorca", voor gitaar en strijkorkest[1] (voor gitaar en strijkkwartet)
- 2004 - Caprichos nr. 2, voor viool en strijkorkest (of voor harp en strijkkwartet)
- 2005 - Caprichos nr. 3 "Homenaje a las Brigandas Internacionales", voor viool en kamerorkest
- 2006 - Caprichos nr. 4 "Quasi jazz", voor contrabas en kamerorkest
- 2006 - Concert "Concierto Alemán", voor drie celli en orkest
- 2008 - Capricho nr. 5 "Homage to Isaac Albéniz", voor cello en kamerorkest
- 2009-2010 - Concert voor altviool en orkest
- 2010 - Dubbelconcert voor hobo, klarinet en orkest

#### Andere werken voor orkest
- 1960 - Musica tranquila, voor strijkorkest
- 1966 - Guernica, voor orkest
- 1973-1974 - Ponce de León, voor spreker en orkest - tekst: vanuit de brieven van Ponce de León, vertaling door Theodore S. Beardsley jr.
- 1974 - Auroris, voor orkest
- 1975 - Homage to Sarasate
- 1975 - Homentage a Casals
- 1979 - Sardana, Catalaanse dans
- 1981 - Quasi un pasodoble, movimiento sinfonico
- 1987 - Alegrias, voor strijkorkest
- 1987 - Fantasías sonoras, voor orkest
- 1987 - Zapata, suite uit de opera "Zapata" voor orkest
- 1987 - Reflejos, voor dwarsfluit en strijkorkest
- 1991 - Divertimentos, voor strijkorkest
- 1991 - Colón - suite uit de opera "Cristóbal Colón" voor orkest
- 1992 - Celebració, voor orkest
- 1994 - Lament and rejoicing, twee impressies van het klooster van Poblet voor orkest
- 1995 - Shadows, later opgegaan in Folk dreams
- 1996 - Line and Thunder, fantasie over een Lets volkslied voor orkest, later opgegaan in Folk dreams
- 1998 - Folk dreams, suite voor orkest
- 1998 - Echoes, voor orkest, opgegaan in Folk dreams
- 2000 - Passacaglia, voor orkest (revisie 2002)
- 2003 - Prague Simfonietta, voor orkest
- 2006 - Una pequeña musica nocturna en Harlem, voor strijkorkest

### Werken voor banda (harmonieorkest)
- 1971-1972 - Cumbres (Symfonie nr. 2), symfonie voor harmonieorkest
- 1974 - Concert, voor piano en harmonieorkest
- 1981-1982 - Quasi Adelita
- 1992 - Cançó i Dansa
- 1993 - Union de los Oceanos
- 2001 - Irish Dreams

### Muziektheater

#### Opera's
| Voltooid in         | titel                                      | aktes               | première                                                     | libretto                                                    |
| ------------------- | ------------------------------------------ | ------------------- | ------------------------------------------------------------ | ----------------------------------------------------------- |
| 1982                | Hangman, hangman!                          | 1 akte              | 10 oktober 1982, Barcelona, Barcelona International Festival | van de componist                                            |
| 1984                | Zapata                                     | 2 bedrijven         | 1984, Barcelona, Gran Teatre del Liceu                       | Tito Capobianco, Gabriela Roepke                            |
| 1984-1986           | Cristóbal Colón (Christoffel Columbus)     | 2 bedrijven         | 24 september 1989, Barcelona, Gran Teatre del Liceu          | Antonio Gala                                                |
| 1992-1993, rev.1996 | La muerte de Colón                         | 2 bedrijven         | 1996                                                         | van de componist                                            |
| 1997                | The town of greed (El poble de l'avarícia) | 2 bedrijven         | 21 september 2007, Madrid, Teatro de La Zarzuela             | van de componist, gebaseerd op een verhaal van Akram Midani |
| 2007                | Faust-Bal                                  | 1 akte; 2 taferelen | 13 februari 2009, Madrid, Teatro Real                        | Fernando Arrabal                                            |

#### Balletten
| Voltooid in | titel     | aktes | première       | libretto | choreografie |
| ----------- | --------- | ----- | -------------- | -------- | ------------ |
| 1965        | Triángulo |       | 1965, New York |          |              |
| 1965        | La casa   |       | 1965, New York |          |              |

#### Toneelmuziek
- 1964 - La vida es sueño, toneelmuziek voor orgel
- 1969 - María Sabina, symfonische tragedie in 3 bedrijven voor 4 vertellers, gemengd koor en orkest[3] - tekst: van de componist en Camilo José Cela - première: 17 april 1970, New York, Carnegie Hall
- 1972 rev. 1997 - No-res, symfonische tragedie (agnostisch requiem) in 2 bedrijven, voor spreker, gemengd koor, orkest en bandrecorder - tekst: Jean Paris
- 1978 - Trojahn Woman, toneelmuziek voor instrumentaal ensemble - première: 1978 in Pittsburgh

### Vocale muziek

#### Cantates
- 1970 - Las moradas, cantate voor gemengd koor (SSAATTBB) en kamerensemble - tekst: Theresia van Ávila
- 1980 - Torquemada, cantate voor sopraan, alt, tenor, bariton, bas, gemengd koor en instrumentaal ensemble - tekst: van de componist
- 1992 - Escenas borrascosas, cantate voor solisten, gemengd koor en orkest - tekst: van de componist
- 2001 - Dionisio: In memoriam, cantate voor gemengd koor en orkest - tekst: Dionisio Ridruejo, Emilio Ruiz
- 2003 - Ebony fantasies, cantate voor gemengd koor en orkest

#### Werken voor koor
- 1976 - Voces nr. 1, voor gemengd koor a capella
- 2006 - Voces nr. 2, fantasie over een Indiaans-Amerikaans lied voor gemengd koor

#### Liederen
- 1962 - Quatro canciones para la Província de Madrid, voor hoge zangstem en piano
- 1967 - Tres Cervantinas, voor hoge zangstem en piano - tekst: Miguel de Cervantes Saavedra
  1. Bailan las gitanas
  2. Madre, la mia madre
  3. Pisaré yo el polvico
- 1975 - Tres epitafios de Quevedo, voor hoge zangstem en piano - tekst: Francisco de Quevedo
- 2000 - ¿Dónde está la voluntad de dios?, voor tenor en orkest

### Kamermuziek
- 1960 - Sonate, voor viool en piano
- 1967 - Miniatures, voor strijkkwartet
- 1967 - Geometrias nr. 1, voor dwarsfluit (ook: piccolo), hobo (ook: althobo), klarinet (ook: basklarinet), fagot, trompet en 2 slagwerkers
- 1967 - Geometrias (nr. 2), voor strijkkwartet
- 1969 - Cuatris, voor geprepareerd piano, dwarsfluit, klarinet en trombone
- 1971 - Mosaico, voor koperkwintet (2 trompetten, hoorn en 2 trombones)
- 1973 - Tresis, voor dwarsfluit, gitaar en cello
- 1976 - Three transparencies of Bach's prelude, voor cello en piano
- 1980 - Sonate, voor tien blazers (dwarsfluit, hobo, klarinet, fagot, 2 trompetten, 2 hoorns, trombone en bastrombone)
- 1995 - Diario de Sueños, voor viool, cello en piano
- 2003 - Caprichos nr. 1, voor gitaar en strijkkwartet
- 2004 - Caprichos nr. 2, voor harp en strijkkwartet
- 2006 - Spiritual, voor cello en piano
- 2006 - A little night music in Harlem, voor strijkinstrumenten

### Werken voor orgel
- 1972 - Elementalis

### Werken voor piano
- 1959 - Música en cuatro tiempos
- 1977 - Transparencia de la primera balada de Chopin
- 1978 - Persistencies
- 1979 - Preludis obstinants
- 2004 - Contrastes
- 2006 - Alairving variation
- 2010 - Miniminiaturen

### Werken voor gitaar/gitaren
- 1960 - Lento with variation
- 1961 - Suite nr. 1
- 1967 - Analogias
- 1971 - Tres divagaciones sobre temas castellanos
- 1974 - Apuntes, voor 4 gitaren
- 1975 - Minis
- 1978 - Four Catalan melodies

### Werken voor bandoneon
- 1968 - Geometrias nr. 3
- 1969 - Minis

### Filmmuziek
- 1960 - Caos and Creation